# Жіноча збірна Естонії з хокею із шайбою
Жіноча збірна Естонії з хокею із шайбою  — національна жіноча команда Естонії, що представляє країну на міжнародних змаганнях з хокею із шайбою. Опікується Естонською хокейною федерацією.

## Історія
Жіноча збірна Естонії провела свій перший матч у 2005 році проти збірної Ісландії, гра відбувась у Таллінні, Естонія. Естонія виграла 8:2. Наступного року вони змагалися у Ризькому турніру, який проходив в Валміері. Утурнірі брали участь збірні  Латвії, Нідерландів та Норвегії, естонки програли усі три матчі, причому латвійська збірна нанесла найбільшу поразку 0:15.
У 2007 році жіноча збірна Естонії брала участь у першому для себе чемпіонаті світу. У четвертому дивізіоні посіли четверте місце, вигравши два з п'яти матчів. Наступного року збірна виступила так само, посівши четверту сходинку у четвертому дивізіоні.

## Виступи на чемпіонатах світу
- 2007 – 4 місце Дивізіон IV[2]
- 2008 – 4 місце Дивізіон IV[3]
- 2022 – 1 місце Дивізіон IIIB
- 2023 – 6 місце Дивізіон IIIA
- 2024 – 2 місце Дивізіон IIIB
- 2025 – 3 місце Дивізіон IIIB